# Rhombodera basalis
Rhombodera basalis es una especie de mantis de la familia Mantidae.

## Distribución geográfica
Se encuentra en la India, Tailandia, Malasia, Java y Borneo.